# Atletica leggera ai Giochi della XI Olimpiade - Lancio del martello

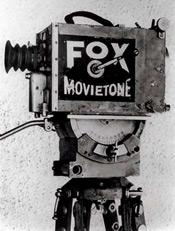
Video della gara (durata: 4'00")

La competizione del lancio del martello maschile di atletica leggera ai Giochi della XI Olimpiade si è disputata il giorno 3 agosto 1936 allo Stadio Olimpico di Berlino.

## L'eccellenza mondiale
| Campione olimpico 1932  | 53,92        | Patrick O'Callaghan | Assente  |
| Primatista europeo      | 56,67 (1933) | Patrick O'Callaghan | Assente  |
| Campione europeo 1934   | 50,34        | Ville Pörhölä       | Presente |
| Vincitore selezioni USA | 52,41        | Henry Dreyer        | Presente |

## Risultati

### Turno eliminatorio
Qualificazione46,00 m
Diciassette atleti ottengono la misura richiesta.

Nessuna misura viene ufficializzata.
| Non raggiungono la misura richiesta | Non raggiungono la misura richiesta |
| Atleta                              | Nazione                             |
| ----------------------------------- | ----------------------------------- |
| Emil Janausch                       | Austria                             |
| Assis Naban                         | Brasile                             |
| Norman Drake                        | Gran Bretagna                       |
| Khristos Dimitropoulos              | Grecia                              |
| Eiichiro Matsuno                    | Giappone                            |
| Hans Houtzager                      | Paesi Bassi                         |
| Jaroslav Eliáš                      | Cecoslovacchia                      |
| Jaroslav Knotek                     | Cecoslovacchia                      |
| Milan Stepišnik                     | Jugoslavia                          |

### Finale
È assente il bicampione olimpico Pat O'Callaghan perché dal 1935 la Federazione irlandese non è più riconosciuta dalla IAAF. I due favoriti sono quindi i tedeschi Karl Hein e Erwin Blask.

Gli atleti di casa conducono la gara fin dal primo turno. Blask lancia 52,55 poi 55,04. Hein non riesce subito a replicare. Ma nei tre lanci di finale azzecca una progressione che lo porta prima a 54,70, poi a 54,85 e infine a 56,49. Hein vince l'oro con il nuovo record olimpico.
| Pos.    | Atleta                 | Età | Nazione     | Misura | Lanci di finale | Lanci di finale | Lanci di finale | Lanci di finale | Lanci di finale | Lanci di finale |
| Pos.    | Atleta                 | Età | Nazione     | Misura | 1°              | 2°              | 3°              | 4°              | 5°              | 6°              |
| ------- | ---------------------- | --- | ----------- | ------ | --------------- | --------------- | --------------- | --------------- | --------------- | --------------- |
| Oro     | Karl Hein              | 28  | Germania    | 56,49  | 52,13           | 52,44           | n               | 54,70           | 54,85           | 56,49           |
| Argento | Erwin Blask            | 26  | Germania    | 55,04  | 52,55           | 55,04           | n               | 54,10           | 54,48           | n               |
| Bronzo  | Fred Warngård          | 29  | Svezia      | 54,83  | 52,05           | 52,98           | 54,03           | 54,83           | 53,30           | 50,61           |
| 4       | Gustaf Alfons Koutonen | 25  | Finlandia   | 51,90  | n               | 50,01           | 51,90           | 49,11           | 49,91           | n               |
| 5       | William Rowe           | 23  | Stati Uniti | 51,66  | 51,53           | 51,04           | 49,29           | 50,32           | 51,66           | n               |
| 6       | Donald Favor           | 23  | Stati Uniti | 51,01  | 50,78           | 50,02           | 51,01           | 48,48           | 50,33           | 47,71           |
| 7       | Bernhard Greulich      | 33  | Germania    | 50,61  | 50,19           | n               | 50,61           |                 |                 |                 |
| 8       | Koit Annamaa           | 23  | Estonia     | 50,46  | 48,77           | 49,54           | 50,46           |                 |                 |                 |
| 9       | Henry Dreyer           | 25  | Stati Uniti | 50,42  | 49,81           | n               | 50,42           |                 |                 |                 |
| 10      | Sulo Heino             | 27  | Finlandia   | 49,93  | 49,93           | 47,15           | 48,30           |                 |                 |                 |
| 11      | Ville Pörhölä          | 38  | Finlandia   | 49,89  | 45,35           | n               | 49,89           |                 |                 |                 |
| 12      | Gunnar Jansson         | 38  | Svezia      | 49,28  | 49,21           | 48,49           | 49,28           |                 |                 |                 |
| 13      | Isao Abe               | 24  | Giappone    | 49,01  | 47,40           | 41,83           | 49,01           |                 |                 |                 |
| 14      | Evert Linné            | 25  | Svezia      | 47,61  | n               | 47,25           | 47,61           |                 |                 |                 |
| 15      | Giovanni Cantagalli    | 22  | Italia      | 47,42  | 45,21           | 47,42           | 45,08           |                 |                 |                 |
| 16      | Joseph Wirtz           | 24  | Francia     | 45,69  | n               | 44,82           | 45,69           |                 |                 |                 |
| 17      | Anton Barticevic       | 30  | Cile        | 45,23  | n               | 43,02           | 45,23           |                 |                 |                 |